# 23 de octubre
El 23 de octubre es el 296.º (ducentésimo nonagésimo sexto) día del año —el 297.º (ducentésimo nonagésimo séptimo) en los años bisiestos— en el calendario gregoriano. Quedan 69 días para finalizar el año.

## Acontecimientos
- 42 a. C.: en el marco de la guerra civil romana republicana, se libra la segunda Batalla de Filipos. Marco Antonio y Octaviano derrotan definitivamente a Marco Junio Bruto, quien se suicida.
- 46: en Nanyang (provincia Henan, China) 33°00′N 112°30′E / 33.0, 112.5 se registra un terremoto de 6,5 grados en la escala sismológica de Richter, y VIII grados de intensidad en la escala de Mercalli. Se desconoce el número de muertos.[1]
- 425: en Roma, Flavio Placidio Valentiniano (de 6 años de edad) es nombrado emperador.
- 502: el sínodo Palmaris, reunido por el rey gótico Teodorico el Grande, libra al papa Símaco de los cargos de fornicación, con el argumento de que no puede ser juzgado por los hombres sino por Dios. Comienza el cisma del antipapa Laurentius (Lorenzo).
- 1086: en la batalla de Sagrajas, el ejército de Yusuf ibn Tasufin derrota al rey Alfonso VI de León.
- 1091: la ciudad de Londres (Inglaterra) es azotada por un tornado F4, que demuele el puente de Londres, varias iglesias y 600 casas. (Tornado de Londres de 1091). Es el primer tornado registrado en la Historia de Europa, y el más violento.[2]
- 1157: en Dinamarca, la batalla de Grathe Heath termina la guerra civil. El corregente Valdemar I mata al corregente Sweyn III (quien había intentado asesinarlo en la Fiesta de Sangre de Roskilde), y retoma el poder.
- 1641: empieza la Rebelión irlandesa de 1641. Los protestantes irlandeses celebraron esta fecha durante dos siglos.
- 1642: batalla de Edgehill, la primera batalla importante de la guerra civil inglesa.
- 1694: en Canadá, el ejército colonialista estadounidense, liderado por sir William Phipps, no logra sitiar Quebec.
- 1702: en la ría de Vigo (Galicia) se libra la batalla de Rande.
- 1707: en Inglaterra se reúne el primer parlamento.
- 1730: a 50 km al oeste de la ciudad de Buenos Aires (en el territorio actualmente ocupado por Argentina, que pertenecía al Virreinato del Perú) se funda la ciudad de San Antonio de Areco.
- 1730: en la actual Paraná (Argentina), perteneciente en esa época al Virreinato del Perú, se inicia la cronología oficial de la ciudad. El cabildo eclesiástico de Buenos Aires transformó la capilla en parroquia, bajo la advocación de la Virgen del Rosario. La ciudad carece de fundación formal según los cánones hispánicos, por lo que esta fecha se considera su fundación.
- 1739: Robert Walpole, primer ministro británico, declara a España la que se conocería como guerra del Asiento.
- 1812: en París, el general Claude François de Malet conspira para derrocar a Napoleón Bonaparte, declarando que el emperador murió en Rusia. De Malet será ejecutado el 29 de octubre.
- 1818: en Santiago de Chile, Bernardo O'Higgins promulga la Constitución Provisoria para el Estado de Chile de 1818.
- 1821: José de San Martín declara la libertad de imprenta en el Perú.
- 1835: en México se cambia el sistema de gobierno de federalista a centralista mediante un acta provisional. Casi un año después, el 30 de diciembre de 1836, se promulgará una nueva constitución, conocida con el nombre de Las Siete Leyes.
- 1859: en el norte de la provincia de Buenos Aires, 20 km al norte de la aldea Pergamino, el ejército federal argentino (liderado por Justo José de Urquiza vence al ejército porteño unitario (liderado por Bartolomé Mitre) en la segunda batalla de Cepeda.
- 1861: en Estados Unidos, el presidente Abraham Lincoln suspende el derecho de habeas corpus en todos los casos relacionados con los militares.
- 1864: cerca de Kansas City (Misuri), en el marco de la guerra civil estadounidense, las fuerzas de la Unión del general Samuel R. Curtis derrotan al ejército esclavista del general Sterling Price en la batalla de Westport.
- 1865: la ciudad de La Habana (Cuba) es azotada por un violento huracán.
- 1869: en la provincia de Buenos Aires (Argentina) se funda la villa de General Pinto.
- 1870: en el marco de la guerra Franco Prusiana, concluye el sitio de Metz, con una decisiva victoria de Prusia.
- 1905: en el Hipódromo de Madrid (España) el Real Madrid Club de Fútbol juega su primer partido internacional.
- 1906: en el Parque de Bagatelle (París) el brasileño Alberto Santos-Dumont realiza el primer vuelo de un aeroplano en Europa. Lo hizo con el avión 14-bis que despegó usando sus propios medios y sin el auxilio de dispositivos de lanzamiento, recorrió 60 metros en 7 segundos, delante de más de 1000 espectadores.
- 1911: primer uso bélico de un aeroplano. Un piloto italiano parte de Libia para observar las líneas del ejército turco durante la Guerra Ítalo-Turca.
- 1912: en el marco de la primera guerra balcánica, comienza la batalla de Kumanovo entre Serbia y el Imperio otomano.
- 1913: en el marco de la Revolución Mexicana, las fuerzas constitucionalistas, al mando de los generales Jesús Carranza, Pablo González y Antonio I. Villarreal, inician el ataque a la ciudad de Monterrey, la cual logran capturar.
- 1915: en Nueva York (Estados Unidos), 33 000 mujeres marchan por la Quinta Avenida para protestar por su derecho al sufragio femenino.
- 1929: en Nueva York, después de una firme declinación desde un pico en septiembre, el mercado de valores empieza a mostrar signos de pánico (Gran Depresión).
- 1929: primer servicio aéreo transcontinental entre Nueva York y Los Ángeles.
- 1931: masacre perpetrada por el gobierno liberal de José Patricio Guggiari en contra del movimiento estudiantil que reclamaba la defensa del territorio paraguayo ante la inminente guerra del Chaco.
- 1935: en un bar de Newark (Nueva Jersey), tres gánsters (Dutch Schultz, Abe Landau, Otto Berman y Bernard Lulú Rosenkrantz) son asesinados a tiros.
- 1940: en Hendaya (España) se encuentran los dictadores Francisco Franco (España) y Adolf Hitler (Alemania).
- 1941: en Dalnik (Odesa, Unión Soviética), 19 000 judíos son quemados vivos por tropas rumanas y alemanas al mando del teniente coronel rumano Nicolae Deleanu. Al día siguiente son asesinados otros 10 000.
- 1942: en el marco de la Segunda Guerra Mundial, en El Alamein (norte de Egipto), el octavo ejército británico al mando del mariscal Montgomery comienza una ofensiva para expeler a los ejércitos del Eje.
- 1942: cerca de Palm Springs (California), un bombardero de la Fuerza Aérea de Estados Unidos derriba a un DC-3 American Airlines. Entre las doce víctimas se encuentra el premiado compositor y letrista Ralph Rainger (Thanks for the Memory, Love in Bloom, Blue Hawái).
- 1944: en Filipinas —en el marco de la Segunda Guerra Mundial— comienza la batalla del golfo de Leyte, la batalla naval más grande de la historia.
- 1944: el Ejército Rojo soviético entra en Hungría.
- 1946: en un auditorio de Flushing Meadow (Nueva York) se reúne por primera vez la Asamblea General de las Naciones Unidas.
- 1947: de conformidad con la Ley Orgánica No.1529, inicia sus operaciones el Banco Central de la República Dominicana.
- 1956: en Budapest (Hungría), miles de civiles protestan contra el gobierno y los soviéticos. El 4 de noviembre será aplastada esta Revolución Húngara de 1956.
- 1971: en Alemania, la empresa automovilística Mercedes-Benz patenta el airbag.
- 1973: la ONU sanciona un cese de fuego entre Israel y Siria. Termina la guerra de Yom Kipur.
- 1975: la sonda espacial soviética Venera 10 aterriza en la superficie del planeta Venus.
- 1980: en el colegio Marcelino Ugalde, de Ortuella (País Vasco, España), 48 niños y 3 adultos mueren a causa de una explosión de gas.
- 1984: en Joateca (El Salvador), el teniente Domingo Monterrosa Barrios ―responsable de la Masacre del Mozote durante la dictadura salvadoreña― captura un falso transmisor de Radio Venceremos (del frente FMLN) cargado de explosivos. Cuando viajaba en helicóptero para transportar el trofeo de guerra, los guerrilleros hacen explotar el aparato.
- 1984: en Londres, el canal BBC News emite varios reportajes de televisión que revelan al mundo que en Etiopía se está produciendo una hambruna, donde miles de personas ya han muerto de inanición y hasta 10 millones de personas se encuentran en peligro de muerte.
- 1989: en Budapest (Hungría), el presidente interino Mátyás Szűrös declara la República de Hungría, reemplazando la República Popular de Hungría, desde un balcón del parlamento húngaro.
- 1989: en Madrid se funda el diario El Mundo del Siglo XXI.
- 1990: en Chile, se inaugura un canal de televisión llamado Mega (o Megavisión).
- 1992: el emperador Akihito es el primer emperador de Japón que pisa suelo chino.
- 1998: acuerdo entre el presidente palestino Yasser Arafat y el primer ministro israelí Benjamín Netanyahu.
- 1998: en la ciudad de La Plata (Argentina) se funda el diario El Plata.
- 2000: Cartagena (España) sufre una de las inundaciones más grandes de su historia, que se cobran la vida de una persona.
- 2001: el IRA Provisional del norte de Irlanda comienza el desarme, después de los tratados de paz alentados por el presidente estadounidense Bill Clinton.
- 2001: se estrena el reproductor de audio iPod, de la empresa Apple
- 2002: en Moscú (Rusia) sucede la Tragedia en el Teatro de Dubrovka; fallecen 167 personas.
- 2004: en Brasil, la Operación Cajuana lanza su primer cohete al espacio, VSB-30, solo 14 meses después de que su programa espacial tuvo un grave accidente fatal.
- 2004: en la prefectura Niigata (en el norte de Japón) sucede un fuerte terremoto, que deja 35 muertos, 2200 heridos y 85 000 evacuados.
- 2006: en Panamá fallecen 18 personas y otras 27 quedan heridas, al incendiarse un bus del transporte público en el centro de la ciudad, debido a problemas mecánicos. Este suceso, conocido como la Tragedia de La Cresta, desencadena un movimiento social que buscó la mejora del transporte público en el país.
- 2007: en Buenos Aires (Argentina), el expresidente Fernando de la Rúa es procesado por el homicidio de 30 adultos y 9 niños durante la represión policial que él ordenó en todo el país durante la crisis del 19 de diciembre de 2001; la Justicia argentina lo declarará «libre de culpa y cargo».
- 2011: en Turquía un terremoto de 7,2 grados sacudió a Van, dejando como víctimas a 726 muertos y más de 1100 desaparecidos.[3]
- 2011: en Argentina, la entonces presidenta Cristina Fernández de Kirchner es reelecta para un nuevo período de cuatro años, por el 54,1 % de los votos (el otro candidato tuvo un 16,8 % de los votos).[4]
- 2011: El Consejo Nacional de Transición de Libia anuncia el fin de la guerra civil tras 8 meses de guerra.
- 2012: en Costa Rica, ocurre un fuerte sismo de 6,6 Mw y VIII Escala de Mercalli. No ocurren mayores daños.
- 2015: en la costa del Pacífico mexicano se forma un devastador ciclón tropical de categoría 5―el huracán Patricia― uno de los huracanes más fuertes de la Historia humana.
- 2018: en el delta del río de las Perlas en China se inaugura el puente Hong Kong-Zhuhai-Macao, con una longitud total de 55 km.

## Nacimientos
- 1255: Fernando de la Cerda, noble español (f. 1275).
- 1491: Ignacio de Loyola, militar y religioso (f. 1556).
- 1636: Eduvigis Leonor de Holstein-Gottorp, noble sueca (f. 1715).
- 1698: Ange-Jacques Gabriel, arquitecto francés (f. 1782).
- 1712: Pieter Burmann el Joven, filólogo neerlandés (f. 1778).
- 1715: Pedro II, zar ruso (f. 1730).
- 1734: Nicolás Edme Restif de la Bretonne, escritor francés (f. 1806).
- 1766: Emmanuel de Grouchy, marqués y militar francés (f. 1847).
- 1801: Albert Lortzing, compositor alemán (f. 1851).
- 1813: Ludwig Leichhardt, explorador alemán (f. 1848).
- 1817: Pierre Athanase Larousse, lexicógrafo francés (f. 1875).
- 1822: Gustav Spörer, astrónomo alemán (f. 1895).
- 1832: José Antonio García y García diplomático y político peruano (f. 1886).
- 1835: Adlai E. Stevenson I, político estadounidense (f. 1914).
- 1837: Moritz Kaposi, dermatólogo húngaro (f. 1902).
- 1844: Sarah Bernhardt, actriz teatral francesa (f. 1923).
- 1844: Robert Bridges, poeta británico (f. 1930).
- 1857: Juan Luna y Novicio, pintor y escultor filipino, activista de la Revolución de Filipinas. (f. 1899).
- 1865: Neltje Blanchan (Nellie Blanchan De Graff), escritora estadounidense (f. 1918).
- 1868: Katti Anker Møller, educadora social y política noruega (f. 1945).
- 1870: Francis Clement Kelley, escritor estadounidense (f. 1948).
- 1873: William Coolidge, físico estadounidense (f. 1975).
- 1875: Gilbert N. Lewis, físico y químico estadounidense (f. 1946).
- 1876: Franz Schlegelberger, juez y político alemán (f. 1970).
- 1880: Una O'Connor, actriz irlandesa (f. 1959).
- 1880: Dominikus Böhm, arquitecto alemán (f. 1955).
- 1883: Hugo Wast, escritor y político argentino (f. 1962).
- 1885: Lawren Harris, pintor canadiense (f. 1970).
- 1893: Jean Absil, músico belga (f. 1974).
- 1893: Gummo Marx, actor y empresario estadounidense (f. 1977).
- 1894: Emma Vyssotsky, astrónoma estadounidense (f. 1975).
- 1894: Pável Rybalko, militar soviético (f. 1948).
- 1896: Lilyan Tashman, actriz estadounidense (f. 1934).
- 1897: Juan Ignacio Luca de Tena, escritor, comediógrafo y periodista español (f. 1975).
- 1897: Dmitri Pávlov, militar soviético (f. 1941).
- 1899: Bernt Balchen, geógrafo y aviador noruego-estadounidense (f. 1973).
- 1899: Arthur Lehning, anarquista neerlandés (f. 2000).
- 1899: Filipp Oktyabrsky, almirante soviético (f. 1969)
- 1902: Luther H. Evans, bibliotecario estadounidense (f. 1981).
- 1905: Félix Bloch, físico suizo de origen judío (f. 1983), premio nobel de física en 1952.
- 1905: Gertrude Ederle, nadadora estadounidense (f. 2003), campeona olímpica en 1924. El 6 de agosto de 1926 se convirtió en la primera mujer en cruzar a nado el canal de la Mancha.
- 1905: Yen Chia-kan, político chino (f. 1993).
- 1908: František Douda, atleta checoslovaco (f. 1990).
- 1908: Iliá Frank, físico y matemático soviético, premio nobel de física en 1958 (f. 1990).
- 1909: Zellig Harris, lingüista estadounidense (f. 1992).
- 1910: Richard Mortensen, pintor danés (f. 1993).
- 1910: Hayden Rorke, actor estadounidense (f. 1987).
- 1915: Simo Puupponen, escritor finés (f. 1967).
- 1918: James Daly, actor estadounidense (f. 1978).
- 1918: Paul Rudolph, arquitecto estadounidense (f. 1997).
- 1919: Manolis Andronikos, arqueólogo griego (f. 1992).
- 1919: Max Berliner, actor argentino de origen polaco (f. 2019).
- 1919: Rodrigo Arenas Betancourt, escultor colombiano (f. 1995).
- 1920: Gianni Rodari, escritor, pedagogo y periodista italiano (f. 1980).
- 1920: Tetsuya Fujita, meteorólogo japonés, investigador de tormentas severas (f. 1998).
- 1920: Lygia Clark, artista brasileña (f. 1988).
- 1922: Amílcar Brusa, boxeador y entrenador argentino (f. 2011).
- 1922: Coleen Gray, actriz estadounidense (f. 2015).
- 1922: Fernando Labat, actor argentino (f. 2004).
- 1922: Manshuk Mametova, servidora de ametralladoras y Heroína de la Unión Soviética (f. 1943).
- 1923: Ned Rorem, compositor estadounidense (f. 2022).
- 1923: Hal Warren, cineasta, productor de cine y guionista estadounidense (f. 1985).
- 1925: Johnny Carson, actor, comediante, presentador de televisión, y escritor estadounidense (f. 2005).
- 1925: Manos Hadjidakis, compositor griego (f. 1994).
- 1927: Sonny Criss, músico estadounidense de jazz (f. 1977).
- 1927: Dezső Gyarmati, jugador húngaro de waterpolo (f. 2013).
- 1927: Leszek Kołakowski, filósofo polaco (f. 2009).
- 1929: Lucho Alarcón, actor chileno (f. 2023).
- 1929: Shamsur Rahman, poeta y periodista bangladesí. (f. 2006).
- 1930: José Castillo Farreras, filósofo y catedrático mexicano (f. 2008).
- 1930: Francisco Cumplido, jurista chileno (f. 2022).
- 1930: Unto Mononen, compositor finlandés de tangos (f. 1968).
- 1931: William Clark, político estadounidense (f. 2013).
- 1931: Diana Dors, actriz británica (f. 1984).
- 1933: Carlos Lemos Simmonds, político y presidente colombiano (f. 2003).
- 1934: Caitro Soto, músico, cajonero y cantautor afroperuano (f. 2004).
- 1936: Philip Kaufman, cineasta estadounidense.
- 1937: Sandy, humorista boliviano (f. 2005).
- 1938: Alan Gilzean, futbolista británica (f. 2018)
- 1940: Ellie Greewich, cantante estadounidense (f. 2009).
- 1940: Pelé, futbolista brasileño (f. 2022).
- 1941: René Metge, piloto de automóviles francés (f. 2024).
- 1941: Ígor Smirnov, político moldavo.
- 1942: Michael Crichton, escritor estadounidense (f. 2008).
- 1942: Anita Roddick, empresaria británica (f. 2007).
- 1943: Alida Chelli, cantante italiana (d. 2012).
- 1943: Carlos Ulanovsky, periodista argentino.
- 1945: Ernie Watts, músico estadounidense.
- 1946: Alicia Borinsky, novelista, poeta y académica argentina residente en Estados Unidos.
- 1946: Mel Martínez, político estadounidense.
- 1946: Miklos Németh, atleta húngaro.
- 1947: Ábdel Aziz ar-Rantisi, político palestino (f. 2004).
- 1948: Jordi Sabatés, pianista español (f. 2022).
- 1949: Oscar Martínez, actor argentino.
- 1949: Würzel (Michael Burston), músico británico, de la banda Motörhead (f. 2011).
- 1951: Ángel de Andrés López, actor español (f. 2016).
- 1951: Charly García, músico, compositor y multinstrumentista argentino de rock.
- 1951: Federico Moura, cantante argentino (f. 1988).
- 1951: Fatmir Sejdiu, presidente kosovar.
- 1951: Juanjo Domínguez, guitarrista argentino (f. 2019).
- 1951: Walter Ferreira, kinesiólogo uruguayo, del club de fútbol Nacional y de la selección uruguaya de fútbol (f. 2016).
- 1952: Pierre Moerlen, baterista y percusionista francés (f. 2005).
- 1953: Joaquín Lavín, político chileno.
- 1954: Ang Lee, cineasta taiwanés.
- 1956: Dianne Reeves, cantante estadounidense de jazz.
- 1956: Dwight Yoakam, músico y actor estadounidense.
- 1957: Paul Kagame, político y presidente ruandés.
- 1957: Adam Nawalka, futbolista y entrenador polaco.
- 1957: Francisco José Amparán Hernández, cuentista, académico y periodista mexicano (f. 2010).
- 1958: Frank Schaffer, atleta alemán.
- 1958: Hiroyuki Kinoshita, seiyu y actor japonés.
- 1959: Sam Raimi, cineasta estadounidense.
- 1959: "Weird Al" Yankovic, humorista y cantante estadounidense.
- 1960: Mirwais Ahmadzaï, músico francés.
- 1960: Gabriel "Puma" Goity, actor y humorista argentino.
- 1960: Vinicio Gómez, político guatemalteco (f. 2008).
- 1960: Randy Pausch, profesor de ciencias de la computación (f. 2008).
- 1960: Wayne Rainey, piloto estadounidense de motociclismo.
- 1961: Laurie Halse Anderson, escritora estadounidense.
- 1961: Andoni Zubizarreta, futbolista español.
- 1962: Antonio Salinero, escritor español, novelista y poeta (f. 2022).
- 1963: Anabell López Domínguez, cantante cubana, hermana de Silvio Rodríguez.
- 1963: Brigitte Baptiste,  bióloga colombiana que actualmente se desempeña como rectora de la Universidad EAN.
- 1963: Rashidi Yekini, futbolista nigeriano (f. 2012).
- 1964: Robert Trujillo, roquero estadounidense, de la banda Metallica.
- 1965: Augusten Burroughs, escritor estadounidense.
- 1966: Alessandro Zanardi, piloto de carreras italiano.
- 1966: Julio León Heredia, político y militar venezolano, Gobernador de Yaracuy desde 2008.
- 1967: Dale Crover, músico estadounidense.
- 1967: Walt Flanagan, historietista estadounidense y actor.
- 1967: Omar Linares Izquierdo, beisbolista cubano.
- 1967: Jaime Yzaga, tenista peruano.
- 1969: Dolly Buster, actriz checa.
- 1969: Trudi Canavan, escritora australiana.
- 1969: Jon Huertas. actor estadounidense
- 1969: Brooke Theiss, actriz estadounidense.
- 1970: Grant Imahara, ingeniero eléctrico y robótico estadounidense (f. 2020).
- 1970: Jasmin St. Claire, actriz india.
- 1971: Christopher Horner, ciclista estadounidense.
- 1971: Bohuslav Sobotka, político checo.
- 1972: Kate del Castillo, actriz mexicana.
- 1972: Tiffeny Milbrett, futbolista estadounidense.
- 1972: Dominika Paleta, actriz mexicana de origen polaco.
- 1972: Eduardo Paret, beisbolista cubano.
- 1973: Christian Dailly, futbolista británico-escocés.
- 1973: Ibon Uzkudun, actor español.
- 1973: Russell Dlamini, político suazi, primer ministro de Suazilandia desde 2023.
- 1974: Aravind Adiga, escritor indio-australiano.
- 1974: Beatrice Faumuina, atleta australiana.
- 1974: Sander Westerveld, futbolista neerlandés.
- 1975: Jessicka, artista estadounidense.
- 1975: Yoon Son-ha, actriz surcoreana y cantante.
- 1975: Keith Van Horn, baloncestista estadounidense.
- 1975: Iván González, poeta español.
- 1975: Manuela Velasco, actriz española.
- 1975: Diego S. Velázquez, músico argentino, de la banda Tanghetto.
- 1976: Sergio Diduch, futbolista argentino.
- 1976: Ryan Reynolds, actor y comediante canadiense.
- 1976: Cat Deeley, presentadora británica.
- 1977: Aleksandr Iashvili, futbolista georgiano.
- 1978: Archie Thompson, futbolista australiano.
- 1979: Ramón Alfredo Castro, beisbolista venezolano.
- 1979: Simon Davies, futbolista británico.
- 1979: Jorge Solís, boxeador mexicano.
- 1979: Ivone Soares, política, periodista y escritora mozambiqueña.
- 1980: Mate Bilić, futbolista croata.
- 1980: Pedro Liriano, lanzador dominicano. Federico Guillermo Collino, mobilero deportivo en la cancha de GELP y judicial.
- 1981: Daniela Alvarado, actriz venezolana.
- 1981: Leticia Dolera, actriz y directora de cine española.
- 1981: Lee Ki-woo, actor surcoreano.
- 1982: Encarni Corrales, actriz, directora de teatro y humorista española.
- 1982: Valentin Badea, futbolista rumano.
- 1982: Rodolfo Bantas Bispo, futbolista brasilero.
- 1982: Kristjan Kangur, jugador de baloncesto estonio.
- 1982: Aleksandar Luković, futbolista serbio.
- 1982: Rickey Paulding, baloncestista estadounidense.
- 1983: Filippos Darlas, futbolista griego.
- 1983: Diego Ruzzarín, youtuber, politólogo marxista e ingeniero brasileño expatriado en México.
- 1984: Keiren Westwood, futbolista británico-inglés.
- 1984: Jeffrey Hoogervorst, futbolista neerlandés.
- 1984: Ryosuke Matsuoka, futbolista japonés.
- 1985: Miguel, cantante estadounidense.
- 1985: Mohammed Abdellaoue, futbolista noruego.
- 1985: Masiela Lusha, actriz y escritora estadounidense.
- 1985: Priscilla Faia, actriz canadiense
- 1986: Emilia Clarke, actriz británica.
- 1986: Briana Evigan, actriz y bailarina estadounidense.
- 1986: Jessica Stroup, actriz estadounidense.
- 1987: Félix Doubront, beisbolista venezolano.
- 1987: Jacques Maghoma, futbolista congoleño.
- 1988: Jordan Crawford, baloncestista estadounidense.
- 1989: Anisia Kirdiapkina, atleta rusa.
- 1989: Andriy Yarmolenko, futbolista ucraniano.
- 1990: Paradise Oskar, cantatautor finlandés.
- 1990: Serdar Aziz, futbolista turco.
- 1990: Sasha Fábrega, futbolista panameña.
- 1991: Mako, princesa de la familia imperial japonesa.
- 1991: Emil Forsberg, futbolista sueco.
- 1991: Rodrigo Pérez Romo, futbolista español.
- 1992: Álvaro Morata, futbolista español.
- 1992: Thomas Kaminski, futbolista belga.
- 1993: Taylor Spreitler, actriz y cantante estadounidense.
- 1993: Mayron George, futbolista costarricense.
- 1993: Édgar Bárcenas, futbolista panameño.
- 1994: Margaret Qualley, actriz estadounidense.
- 1995: Agnes Jebet Tirop, atleta keniana (f. 2021).
- 1995: Ireland Baldwin, modelo estadounidense.
- 1995: Park Jin-seop, futbolista surcoreano.
- 1996: Lyra Valkyria, luchadora profesional irlandesa.
- 1996: Lukáš Provod, futbolista checo.
- 1996: Ronaldo da Silva Souza, futbolista brasileño.
- 1997: Simon Birgander, baloncestista sueco.
- 1997: Néider Batalla, futbolista colombiano.
- 1997: Minnie, integrante del grupo (G)I-dle.
- 1997: Ma Yule, remero chino.
- 1997: Zach Callison, actor y actor de voz estadounidense.
- 1997: Tin Matić, futbolista croata.
- 1997: Óðinn Þór Ríkharðsson, balonmanista islandés.
- 1998: Amandla Stenberg, actriz estadounidense.
- 1998: Josh Dasilva, futbolista británico-inglés.
- 1998: Willum Þór Willumsson, futbolista islandés.
- 1998: Yolanda Aguirre Gutiérrez, futbolista española.
- 1998: Wálter Pérez, futbolista argentino.
- 1999: Belle Delphine, celebridad de internet, youtuber, modelo y actriz porno británica.
- 1999: Gemma Font, futbolista española.
- 1999: Haruto Shirai, futbolista japonés.
- 2000: Konstantinos Livanós, ciclista griego.
- 2000: Hanna Ferm, cantante sueca.
- 2000: Raúl Fernández, piloto de motociclismo español.
- 2000: Ahmed Nasar, taekwondista egipcio.
- 2000: Lorenzo Ianes, atleta italiano.
- 2001: Andrés Borge, futbolista español.
- 2001: Marcus Bagley, baloncestista estadounidense.
- 2002: Ningning, cantante china y miembro del grupo femenino aespa.
- 2003: Liu Haofan, futbolista chino.
- 2004: Ilay Feingold, futbolista israelí.
- 2005: Alex Tóth, futbolista húngaro.

## Fallecimientos
- 42 a. C.: Marco Junio Bruto, senador y militar romano (n. 85 a. C.).
- 930: Daigo, emperador japonés (n. 885).
- 1157: Svend III, rey danés (n. c. 1125).
- 1456: Giovanni da Capistrano, fraile italiano (n. 1386).
- 1550: Tiedemann Giese, obispo católico polaco (n. 1480).[cita requerida]
- 1595: Luis Gonzaga-Nevers, aristócrata italiano (n. 1539).
- 1616: Leonhard Hutter, teólogo alemán (n. 1563).[cita requerida]
- 1619: Nicholas Yonge, cantante y editor de música británico (n. c. 1560).
- 1688: Charles du Fresne, filólogo y aristócrata francés (n. 1610).
- 1730: Anne Oldfield, actriz británica (n. 1683).[cita requerida]
- 1764: Emmanuel-Auguste de Cahideuc (Dubois de la Motte), oficial naval francés (n. 1683).
- 1774: Michel Benoist, misionero jesuita y científico francés (n. 1715).
- 1780: María Andresa Casamayor y de la Coma, matemática y escritora española (n. 1720).
- 1833: John Whitelocke, general británico (n. 1757).
- 1851: Manuel Eduardo de Gorostiza, dramaturgo, periodista y diplomático mexicano (n. 1789).
- 1868: Mariquita Sánchez de Thompson, patriota argentina (n. 1786).
- 1869: Edward Smith-Stanley, primer ministro británico (n. 1799).
- 1872: Théophile Gautier, artista y periodista francés (n. 1811).
- 1874: Abraham Geiger, rabino y teólogo alemán (n. 1810).
- 1885: Charles S. West, jurista y político texano (n. 1829).[cita requerida]
- 1892: Emin Pasha, explorador alemán (n. 1840).
- 1894: Cirilo Villaverde, escritor cubano (n. 1812).
- 1904: Epitacio Huerta, militar y político mexicano (n. 1827).
- 1910: Chulalongkorn, rey tailandés (n. 1853).
- 1913: Miguel Navarro Cañizares, pintor español (n. 1834).
- 1914: José Evaristo Uriburu, abogado y político argentino, presidente entre 1895 y 1898 (n. 1831).
- 1915: W. G. Grace, jugador británico de críquet (n. 1848).
- 1921: John Boyd Dunlop, inventor británico (n. 1840).
- 1928: François-Alphonse Aulard, historiador francés (n. 1849).
- 1930: Vicente Casanova y Marzol, arzobispo español de la Iglesia católica (n. 1854).
- 1935: Charles Demuth, pintor estadounidense (n. 1883).
- 1939: Zane Grey, escritor estadounidense (n. 1872).
- 1942: Ralph Rainger, compositor estadounidense (n. 1901).
- 1944: Charles Glover Barkla, físico británico, premio nobel de física en 1917 (n. 1877).
- 1950: Al Jolson, cantante y actor estadounidense de origen lituano (n. 1886).
- 1959: Gerda Lundequist, actriz sueca (n. 1871).[cita requerida]
- 1974: Menyhért Lengyel, escritor y guionista húngaro (n. 1880).
- 1978: Maybelle Carter, guitarrista estadounidense (n. 1909).[cita requerida]
- 1978: Gilberto Hernández Ortega, pintor y escultor dominicano.[cita requerida]
- 1978: Román Románov, aristócrata ruso (n. 1896).
- 1979: Antonio Caggiano, cardenal argentino (n. 1889).
- 1980: Jaime Arrese, político español (n. 1936).
- 1980: Mariano Suárez Veintimilla, político ecuatoriano (n. 1897).
- 1984: Oskar Werner, actor austriaco (n. 1922).
- 1986: Edward Adelbert Doisy, bioquímico estadounidense, premio nobel de medicina en 1943 (n. 1893).
- 1987: Della H. Raney, enfermera afroamericana (n. 1912).
- 1990: Louis Althusser, filósofo marxista francés (n. 1918).
- 1994: Enrique Beltrán, biólogo mexicano (n. 1903).
- 1994: Daniel Tinayre, cineasta argentino (n. 1910).
- 1995: Vicente de Espona, pintor y escultor español (n. 1918).
- 1995: Kiko Ledgard, presentador de televisión peruano-español (n. 1918).
- 2001: Josh Kirby, artista británico (n. 1928).

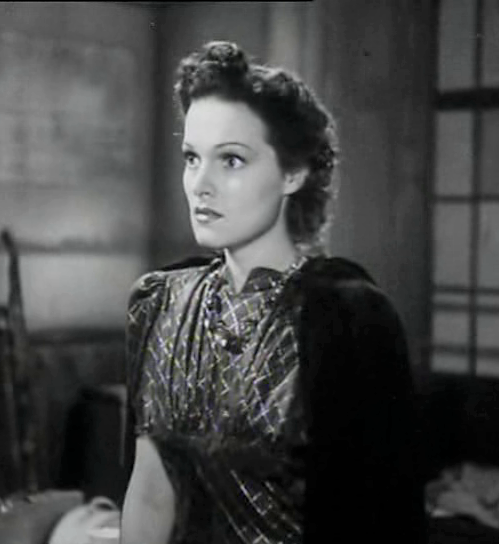
Linden Travers

- 2001: Linden Travers, actriz británica (n. 1913)
- 2002: Adolph Green, letrista y dramaturgo estadounidense (n. 1915).
- 2003: Soong May-ling, personalidad china (n. 1897).
- 2005: Stella Obasanjo, personalidad nigeriana (n. 1945).
- 2006: Lebo Mathosa, cantante sudafricana (n. 1977).
- 2007: Lim Goh Tong, emprendedor malayo (nacido en China) (n. 1918).
- 2009: María del Socorro Blanc Ruiz, abogada y política mexicana (n. 1919).
- 2009:Lou Jacobi, actor canadiense (n. 1913).
- 2010: Francis Crippen, nadador estadounidense (n. 1984).
- 2010: David Thompson, abogado, político y primer ministro barbadense entre 2008 y 2010 (n. 1961).
- 2010: Emma de Sigaldi, escultora y bailarina alemana residente en Mónaco (n. 1910).
- 2011: Herbert A. Hauptman, matemático estadounidense (n. 1917).
- 2011: Marco Simoncelli, piloto de motociclismo italiano (n. 1987).
- 2012: Luis de Llano Palmer, productor mexicano (n. 1918).
- 2012: Sunil Gangopadhyay, poeta y novelista indio (n. 1934).
- 2013: Esteban Siller, actor mexicano de doblaje (n. 1931).[cita requerida]
- 2015: Paride Tumburus, futbolista italiano (n. 1939).
- 2016: Pete Burns, cantante británico (n. 1959).
- 2016: Tom Hayden, político y activista estadounidense (n. 1939).
- 2019: Antonio Caride, actor de cine, teatro y televisión argentino (n. 1948).

## Celebraciones
- Día Mundial de Acción para la Supervivencia Infantil. Organizado por la ONG Save the Children, el objetivo es detener la mortalidad de niños menores de 5 años y madres, por causas que se pueden prevenir, como la neumonía, la diarrea, las complicaciones derivadas durante el parto o la desnutrición.

- Día Internacional del Leopardo de las Nieves.

- Día Internacional del Síndrome de Kabuki. Enfermedad rara que afecta a una de cada 32.000 personas, relacionada con retrasos en el desarrollo, lento crecimiento postnatal y dificultades de aprendizaje.

- Día del Mol. En homenaje a Amedeo Avogadro, en honor al descubrimiento del Número de Avogadro. Un mol es una unidad que expresa la masa atómica o molecular de un elemento en el Sistema Internacional de Unidades (SI).

- Día Mundial de la Comida en Lata.[5][6]

 Por países
(Por orden alfabético)
- Argentina:
  -     -  Ciudad Autónoma de Buenos Aires (CABA): 
      - Aniversario de la apertura del primer biógrafo porteño. Se trata del “Cinematógrafo Nacional” ubicado, inicialmente, en Maipú 471 y con capacidad para 250 personas.[7]

    -  Buenos Aires: 
      - Aniversario de la ciudad de San Antonio de Areco. Se funda el 23 de octubre de 1730 (294 años) en el territorio actualmente ocupado por la provincia de Buenos Aires.[8]
      - Aniversario de General Pinto. La ciudad fue fundada el 23 de octubre de 1869 (155 años) durante una avanzada de las fuerzas nacionales, al ocupar el coronel Martiniano Charras el médano Ancaloó, a aproximadamente un kilómetro de la actual plaza central de General Pinto.[8]

    -  Misiones: 
      - Aniversario de Arroyo del Medio. Situada en el Departamento Leandro N. Alem, fue fundada el 23 de octubre de 1948 (76 años).[9]

- Brasil:
  - Día del Aviador. En homenaje al brasileño Alberto Santos-Dumont que en 1906 en el Parque de Bagatelle (París) realiza el primer vuelo de un aeroplano en Europa. Lo hizo con el avión 14-bis que despegó usando sus propios medios y sin el auxilio de dispositivos de lanzamiento, recorrió 60 metros en 7 segundos, delante de más de 1000 espectadores. Conquistó la Copa Archdeacon, siendo considerada la primera vez que una aeronave corrió y despegó sin ningún tipo de ayuda y utilizando solamente sus propias fuerzas.

- Camboya:
  - Día del Acuerdo de Paz de París.

- Estados Unidos:
  - Día Nacional del Topo.
(en inglés: National Mole Day).
  - Día Nacional del Pastel de Crema de Boston.
(en inglés: National Boston Cream Pie Day).
  - Día Nacional del Presentador de Programas de Entrevistas de Televisión.
(en inglés: National TV Talk Show Host Day).
  - Día Nacional del iPod.
(en inglés: National iPod Day).
  - Día de los Organizadores de Eventos.
(en inglés: Event Organizers Day).
  - Día de las Sandalias Crocs.
(en inglés: National Croc Day). Zapato náutico con espuma creado en 2002 en Boulder, Colorado. Se puede mojar y luego secarse fácilmente. El nombre «Crocs» (crocodile, que en inglés significa cocodrilo) se debe a que la parte superior del zapato se parece vagamente al hocico de ese animal.

- Hungría: 
  - Día Nacional (revolución de 1956 y proclamación de la República de Hungría en 1989).

- Libia:
  - Día de la Liberación.

- Macedonia del Norte:
  - Día de la Lucha Revolucionaria de Macedonia.

- México: 
  - Día del Médico. En honor al doctor Valentín Gómez Farías, quien inauguró el Establecimiento de Ciencias Médicas en 1833.
  - Día Nacional de la Aviación.

- Tailandia:
  - Día de Chulalongkorn.

- Uruguay:
  - Día del Periodista y del Trabajador de los Medios de Comunicación.[10]

### Santoral católico

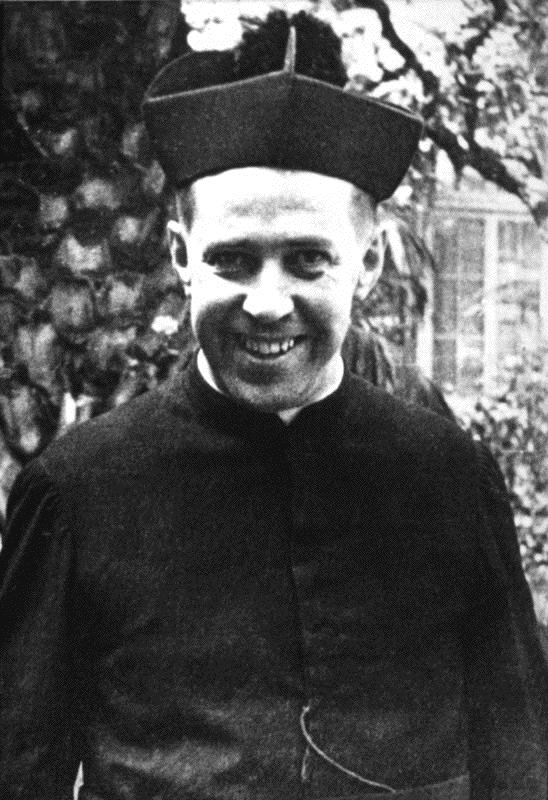
San Alberto Hurtado fue un abogado, sindicalista y sacerdote jesuita chileno.

- San Alberto Hurtado Cruchaga (imagen ilustrativa).[11]
- San Alucio de Campugliano.
- San Benito de Herbauge.
- Santa Etelfleda de Rumsey.
- San Gaetano Catanoso.
- San Ignacio de Constantinopla.
- San Jozef Bilczewski.
- San Juan de Capistrano.
- San Juan de Siracusa.
- San Pablo Tong Viet Buong.
- San Román de Rouen.
- San Severino Boecio.
- San Severino de Colonia.
- San Teodoreto de Antioquía.
- San Zygmunt Gorazdowski.
- Beato Arnoldo Rèche.
- Beato Juan Ángel Porro.
- Beato Juan Bono de Mantua.
- Beato Leonardo Olivera Buera.
- Beato Tomás Thwing.

 Por países
(Por orden alfabético)
- México: 
  - Solemnes fiestas en honor de San José de Zapotlán, patrono de Zapotlán el Grande (Jalisco).